# Piano di qualità
Il piano di qualità (in inglese: Quality plan) è un documento che consente ad un fornitore di descrivere il proprio sistema di qualità atto a garantire il raggiungimento delle performance e la copertura di tutti i requisiti previsti in uno specifico contratto.
I punti principalmente trattati nel piano di qualità riguardano:
- responsabilità del contratto;
- controllo del processo (progettazione, realizzazione, assistenza);
- controllo delle risorse e dei sub-fornitori coinvolti;
- gestione delle eventuali irregolarità contrattuali e loro risoluzione sistematica.

Il piano di qualità è un documento che ha lo scopo di raccogliere in modo organizzato l'elenco dei documenti, delle evidenze, delle registrazioni e in genere di tutte le regole che un fornitore si è dato al fine di garantire tutti gli aspetti contrattualizzati con uno specifico cliente.
Il documento viene redatto facendo riferimento ad uno standard indicato nella norma ISO 10005 che indica nei dettagli tutti gli elementi da trattare all'interno del Quality Plan.